# Tekke Nabring
Tekke Nabring (Zuidhorn, 5 november 1902 – Groningen, 9 november 1952) was een Nederlands politicus namens de SDAP en later namens de PvdA.

## Levensloop
Nadat Nabring een periode werkzaam was als arbeider ging hij vlak voor de Tweede Wereldoorlog aan de slag als propagandist bij het NVV. Tijdens de oorlog was hij naast zijn functie als inspecteur bij de distributiedienst actief in het verzet. Na de oorlog kreeg Nabring een organisatorische functie bij de De Arbeiderspers en was hij lid van het Groningse Tribunaal voor de Bijzondere Rechtspleging.
Op 17 mei 1947 werd Nabring aangesteld als burgemeester van de gemeente Warffum. Hij bekleedde voor en tijdens zijn aanstelling als burgemeester diverse functies binnen de SDAP en de PvdA, waaronder vanaf 1946 lid van de Provinciale Staten van Groningen.
Tekke Nabring overleed op 50-jarige leeftijd in het Rooms Katholiek Ziekenhuis in Groningen aan de gevolgen van een zware tweede operatie, die hij onderging wegens een ernstige ziekte. Hij werd met grote belangstelling begraven op de Algemene Begraafplaats in Warffum.